# Tecnica della razione costante
La tecnica della razione costante o unifeed (da unique fed, ovvero "alimento unico") è un metodo di somministrazione degli alimenti usato nell'allevamento, tra cui quello dei bovini, che ha sostituito il metodo "tradizionale" (o "a piatto unico") di somministrazione degli alimenti.

## Composizione
L'unifeed è una razione costante composta da foraggi lunghi (tritati in particelle di 3-5 cm), concentrati, sottoprodotti e tutti gli altri alimenti compresi nella dieta dell'animale; miscelati in modo tale da non poter consentire all'animale di poter scegliere cosa mangiare tra i componenti della razione.
Una miscela ben composita consente una elevata concentrazione energetica sfruttando al meglio le interazioni tra alimenti somministrati allo stesso tempo ma con caratteristiche differenti. La tecnica unifeed consente un razionamento più rispondente alla fisiologia ruminale, in quanto il pH del rumine rimane sempre ad un livello costante tra il 5 e il 7 e favorisce il lavoro digestivo; in caso contrario si potrebbero avere acidosi ruminali in seguito all'abbassamento del ph del rumine, con successivi casi di fermentazioni negative.

## Differenze col metodo di somministrazione tradizionale
Nel metodo tradizionale la razione giornaliera è messa a disposizione degli animali due o tre volte al giorno, somministrando separatamente i singoli componenti della razione (foraggi, sottoprodotti, concentrati, ecc) in un numero di razioni pari al numero di componenti. Tale metodo provoca molti inconvenienti (soprattutto alle bovine in lattazione), tra cui: Attività ruminale incostante, Bassi rendimenti della digestione, fasi di carenza/eccessi alimentari, immunodepressione, effetti negativi sull'attività ruminale, alterazioni delle attività digerenti in generale e iperconsumo di particolari alimenti da parte della bovina con rifiuto degli altri.
Per ovviare a tale problema venne creata la ‘'tecnica della razione costante'’, un sistema di alimentazione che prevede la somministrazione di razioni complete previa miscelazione dei componenti, se necessario trinciati.
Nella preparazione dell'unifeed il criterio del razionamento è diverso rispetto al tradizionale, la messa a disposizione del cibo è ad libitum, quindi la miscela deve avere una giusta concentrazione per poter essere mangiata dall'animale senza creare scompensi o eccessi dati dalla sua ingestione. Comunque, avere gli alimenti a continua disposizione crea un autocontrollo agli animali, con un calo di competizione, e garantisce una maggiore efficienza.

### Vantaggi e svantaggi
I vantaggi sono molteplici: Maggiore ingestione di alimenti (e di conseguenza anche di sostanza secca), maggiore produzione, migliore efficienza dell'uso delle calorie, maggiore fertilità, minore incidenza delle malattie del rumine (solo nei ruminanti), della mammella (solo nei mammiferi) e dell'intestino rispetto a tutti gli altri metodi usati nel passato.
L'unifeed ha anche dei lati negativi: Il suo utilizzo non è garanzia di una buona conduzione dell'allevamento dal momento che impedisce all'animale di individuare e cernire le componenti di cattiva qualità, e come tale richiede una maggiore e continuata attenzione allo stato di conservazione delle materie prime.

## Uso dell'unifeed
L'unifeed è particolarmente indicata in allevamenti all'aperto o che dispongono di apparecchi autoalimentatori, in grado di bilanciare la razione somministrata in mangiatoia e di completare i bisogni (suddivisi nei vari fabbisogni, tra cui il fabbisogno di mantenimento, di accrescimento, di ingrasso, di lattazione, ecc) degli animali.

### Distribuzione
Il metodo di distribuzione dell'unifeed dipende principalmente dal numero dei capi allevati, dal loro metodo di allevamento e dalle disponibilità finanziarie dell'allevatore.

#### Distribuzione meccanizzata
La distribuzione meccanizzata si basa sull'uso di macchine e macchinari più o meno complessi per la creazione (tramite miscelazione dei vari alimenti e loro eventuale trinciatura) e la distribuzione dell'unifeed. In particolare può avvenire attraverso carri-miscelatori-distributori oppure attraverso impianti fissi autoalimentatori.
Gli autoalimentatori sono utilizzati principalmente nella stabulazione libera, dove ogni bovino è dotato di collare con apparato elettromagnetico di identificazione, che se avvicinato al ricevitore di una piccola mangiatoia individuale fa attivare i moduli di comandi che a loro volta attivano il distributore-dosatore, che depositerà nella mangiatoia stessa la sua razione personalizzata. 
La miscela può essere creata con alimentatori ad orologio, che danno modo agli animali di assumere la dose di mangime in maniera frazionata. 
Nella stabulazione fissa (ma anche in quella libera) si ricorre invece a carri miscelatori o a carri trita-miscelatori semoventi (o trainati da trattore), che preparano un'unica razione per tutta la mandria o per pochi gruppi di animali fra loro omogenei per esigenze nutrizionali,  muovendosi successivamente a ridosso delle grandi mangiatoie comuni per depositare la razione entro queste ultime.

#### Distribuzione manuale
Solitamente non è praticata, si usa negli allevamenti con un numero di animali molto basso, in modo tale che siano gestibili anche da aziende a conduzione familiare o comunque 
con manodopera ridotta.